# Stańczyk (pintura)
Stańczyk en un baile en la corte de la Reina Bona tras la pérdida de Smolensk (originalmente en polaco: Stańczyk w czasie balu na dworze królowej Bony wobec straconego Smoleńska), o simplemente Stańczyk, es un óleo de Jan Matejko culminado en 1862.
Se trata de una de las obras más famosas de Matejko y una de las que lo lanzó a la fama. Pintura insignia de la «Colección de pinturas polacas anteriores a 1914» del Museo Nacional de Varsovia, es una de las imágenes más recordadas del museo. En su composición, destaca el contraste entre el bufón de la corte, Stańczyk, y el baile que está ocurriendo detrás de él, convirtiéndose en una imagen icónica del bufón, ampliamente reconocida en Polonia.
Adquirida en 1924 por el Museo Nacional de Varsovia, fue expoliada por los nazis durante la Segunda Guerra Mundial, tras la cual pasó a la Unión Soviética y fue devuelta finalmente a Polonia alrededor de 1956.

## Stańczyk
Stańczyk, la figura masculina sentada que se muestra en primer término en la pintura, fue bufón de la corte en la época del renacimiento polaco, cuando Polonia alcanzó un importante desarrollo político, económico y cultural, bajo el gobierno de Segismundo I el Viejo. Era una figura popular y, además de su fama como bufón, es descrito como un hombre elocuente, inteligente e ingenioso que utilizaba la sátira para referirse al pasado, presente y futuro del reino, por lo que a diferencia de los bufones de otras cortes europeas de la época, alcanzó una consideración superior a la de simple entretenedor. La fama de Stańczyk, grande ya en su propia época, resurgió en el siglo xix cuando dio título a La cartera de Stańczyk (Teka Stańczyka, panfleto político de crítica al gobierno), y sobrevive hasta nuestros días.
La escasez de fuentes dio lugar a la formulación de varias hipótesis sobre Stańczyk en el siglo xix: que fue un invento de Jan Kochanowski y sus colegas, que era «tal vez un bufón típico vestido por sus contemporáneos en un traje de Esopo, tal vez una visión shakesperiana de los escritores del siglo xix, o tal vez una eminencia gris de la societatis ioculatorum». En cualquier caso, existe consenso entre los estudiosos modernos sobre que fue un personaje histórico real y en que, aunque no hubiera sido así, su figura habría tenido un impacto importante en la cultura polaca en siglos posteriores, como indica su aparición en obras de diversos artistas, como Julian Ursyn Niemcewicz, Józef Ignacy Kraszewski y Leon Wyczółkowski.

## Contenido

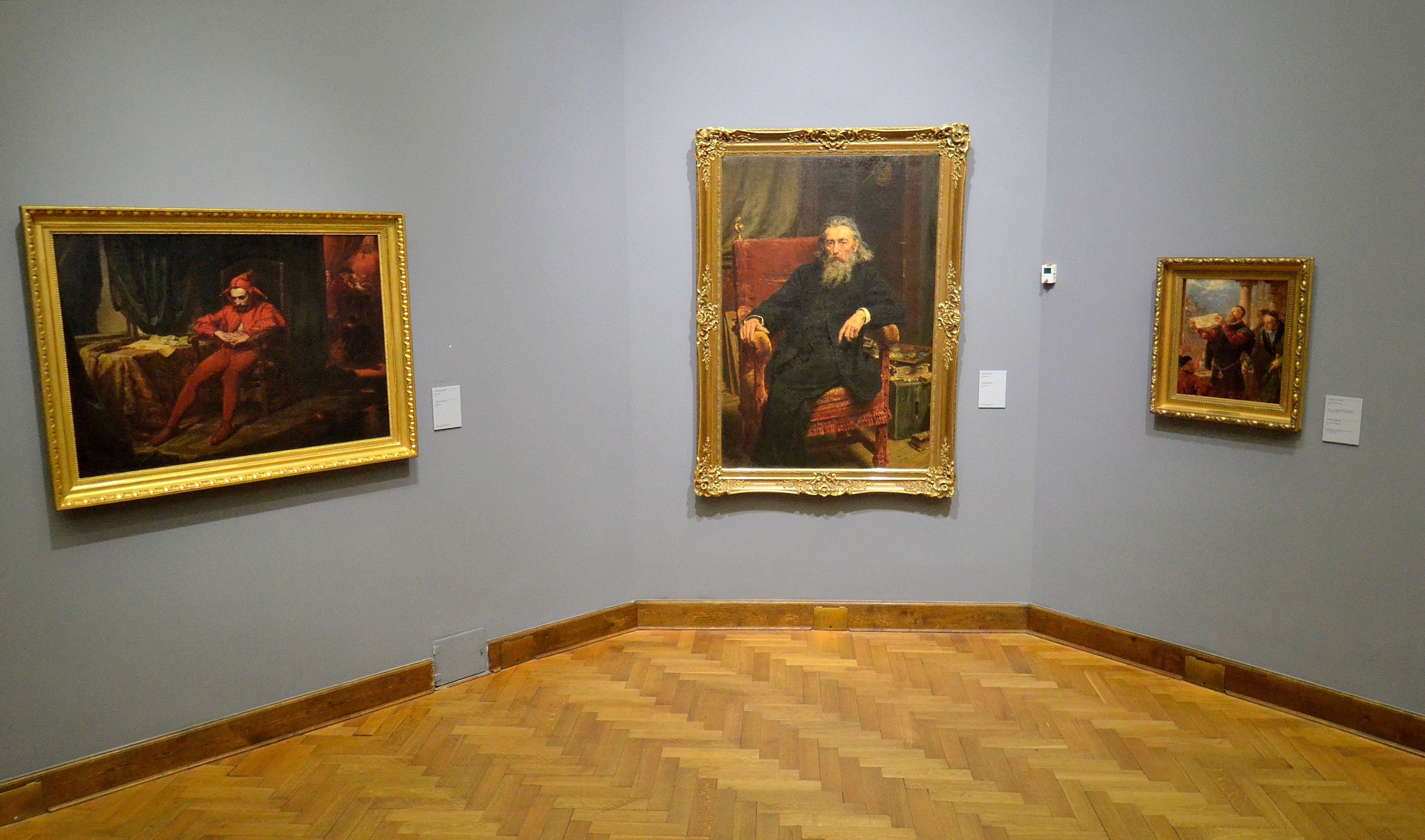
Stańczyk (izq.) exhibido en el Museo Nacional de Varsovia.

El título completo del cuadro sugiere de manera errónea que en ese momento Bona Sforza era la reina de Polonia, cuando en realidad el 30 de junio de 1514, día en que Rusia tomó Smolensk, ocupaban el trono Segismundo I  y su primera esposa, Bárbara de Zápolya, que fue reina entre 1512 y 1515, periodo en el que Smolensk fue tomada en el transcurso de las guerras moscovita-lituanas. No fue sino hasta 1518 que Bona Sforza se casó con Segismundo I.
La composición del cuadro se basa en el contraste entre la solemne postura del bufón en primer plano y el animado baile que tiene lugar al fondo: Stańczyk se encuentra a solas en una habitación oscura, mientras la familia real es anfitriona de un baile en pleno apogeo en la sala contigua. Su aspecto es todo lo que no se esperaría en un bufón: melancólico y sumido en sus pensamientos, con su cetro en el suelo y un medallón de la virgen de Częstochowa en su torso; sobre la mesa a su lado se encuentra una carta con el año 1533 y el nombre de Smolensk, probablemente anunciando la derrota de la ciudad (hoy parte de Rusia) a manos del Gran Ducado de Moscú, causa de la pena y preocupación que siente por el destino de su patria. La carta parece haber sido ignorada por algún funcionario y solo Stańczyk se da cuenta de su significado mientras los gobernantes celebran la victoria en la batalla de Orsha, indiferentes a las noticias de Smolensk. Un enano, estereotipo de persona de baja estatura y moral en la época de Matejko, lleva un laúd, símbolo de gloria, lo que sugiere el declive de los Jagellón y sus fortunas, mientras, a través de la ventana, se ve un cometa, presagio de mala suerte.

## Historia, significado e historiografía

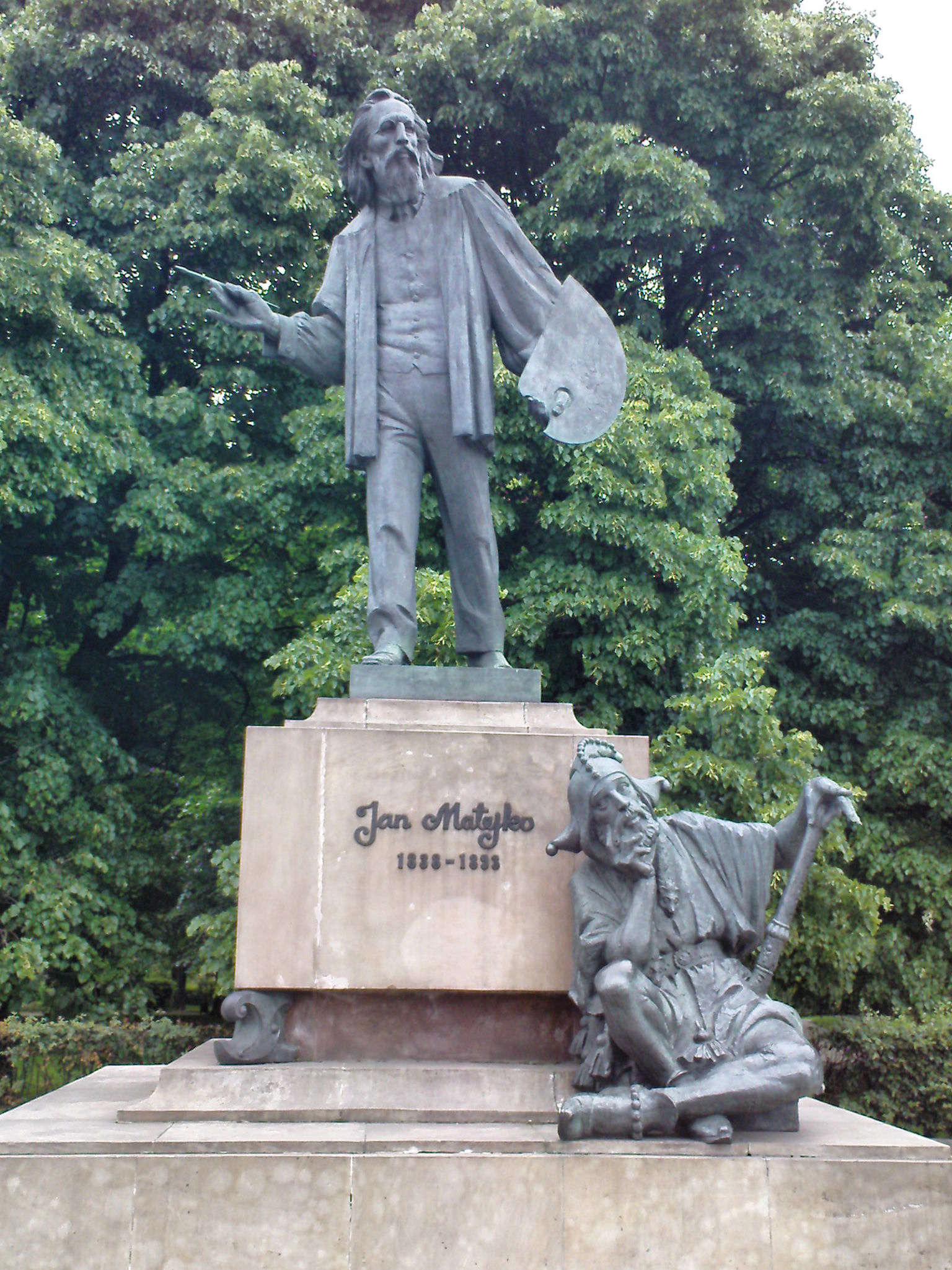
Monumento a Jan Matejko en Varsovia, de Marian Konieczny, donde se ve a Stańczyk sentado debajo de Matejko.

Matejko estaba fascinado desde su juventud con la figura de Stańczyk y lo retrató en varias de sus obras, de las que las más notables son la Elevación de la Campana Segismundo de 1874 y el Homenaje prusiano de 1882. Mientras trabajaba en esta pintura, el autor se inspiró además en el libro Rey del castillo (Król zamczyska) de Seweryn Goszczyński, cuyo protagonista es un hombre solitario que vive en las ruinas de un castillo intentando conciliar pasado y presente, personaje inspirado a su vez en el mismo Stańczyk. Con Stańczyk, cuyo rostro es un autorretrato del pintor, empezó una serie de pinturas con las que pretendía analizar e interpretar la historia de Polonia a través de la figura del bufón. Terminado en 1862, cuando contaba 24 años, se convirtió en uno de los cuadros que lo impulsaron a la fama y está considerado entre los fundamentales para el entendimiento de su estilo y sus obras.
Stańczyk es una obra de gran importancia para la cultura de Polonia en general. Ha sido descrita como una de las pinturas más reconocibles del Museo Nacional de Varsovia y uno de los cuadros insignia de su «Colección de pinturas polacas anteriores a 1914», además de haber creado una imagen de Stańczyk que se hizo icónica, replicada en otras obras como Wesele (1901) de Stanisław Wyspiański. Las obras más famosas de Matejko son usualmente escenas grupales y obras como Stańczyk son menos frecuentes.
En un principio el cuadro no atrajo mayor atención y fue adquirido por la Sociedad de Cracovia de Amigos de las Bellas Artes para entregarlo como premio de una lotería, que ganó un individuo llamado Korytko, en cuya posesión sufrió leves desperfectos. Cuando su autor alcanzó la fama, el cuadro fue redescubierto, aplaudido como una obra maestra y comprado por el Museo Nacional de Varsovia en 1924. Fue una de las numerosas obras de arte robadas por los nazis durante la Segunda Guerra Mundial y a su término acabó en manos de la Unión Soviética, que la devolvió a Polonia alrededor de 1956.